# Петени
Петени́ — посёлок в Маслянинском районе Новосибирской области. Входит в состав Дубровского сельсовета.
Посёлок расположен в 40 километрах к востоку от посёлка городского типа Маслянино, в 9 километрах от границы с Алтайским краем, в 22 километрах от границы с Кемеровской областью, на берегу реки Бердь, в отрогах Салаирского кряжа. Недалеко от посёлка начинается Матвеевский хребет, а в 5 километрах к востоку расположена Медвежья сопка высотой 457 метров.

## Население
| 2002 | 2007 | 2010 |
| ---- | ---- | ---- |
| 190  | ↘180 | ↘97  |

Население посёлка — 206 жителей (1996 год). Петени занимает 25 место по численности населения среди всех населённых пунктов Маслянинского района.

## Экономика
В окрестностях деревни разрабатывается месторождение цветного мрамора. Запасы по данным на 1998 год оценивались в 1,8 млн м³. С 1991 года разработку ведёт ЗАО «Мрамор». Туристам разрешается забрать с собой такое количество минералов, какое они смогут унести.

## Транспорт
Из Маслянино в Петени два раза в сутки ходит рейсовый автобус.

## Достопримечательности
Рядом с посёлком находится уникальный природный комплекс — памятник природы областного значения «Петеневские ельники» площадью 589 га (создан в 2007 году). В ельниках произрастают также берёза, пихта и сосна. Ельники имеют важное водоохранное значение, в них обитают редкие, в том числе реликтовые, представители флоры и фауны. Всего на территории памятника природы зарегистрировано 56 видов птиц и 605 видов беспозвоночных животных. В ельниках произрастают включённые в Красную Книгу Российской Федерации кандык сибирский, венерин башмачок крупноцветный, венерин башмачок настоящий, ятрышник шлемоносный. Из занесённых в Красную Книгу насекомых в ельниках встречаются моховой шмель, пчела-плотник и бабочка аполлон.